# Partito Liberale Italiano
Il Partito Liberale Italiano (PLI) è stato un partito politico italiano, fondato sull'impostazione liberale, liberista e laica dello Stato, che rappresentava idealmente la tradizione moderata del Risorgimento, erede dell'Unione Liberale, o anche Partito Liberale Costituzionale (o Destra storica), che aveva avuto in Camillo Benso di Cavour il massimo rappresentante.
Il partito nacque come aggregazione di esponenti liberali in risposta alla crisi del sistema parlamentare, assunse un atteggiamento di collaborazione con il governo fascista fino al delitto Matteotti del 1924. Sciolto dal regime fascista con le altre organizzazioni politiche nel 1926, fu ricostituito nell'estate del 1943 per iniziativa di Benedetto Croce e Luigi Einaudi. Una componente giovanile e riformatrice intorno a Nicolò Carandini e Leone Cattani fuoriuscì nel 1948 e si organizzò nel Movimento Liberale Indipendente, che si sciolse nel 1951 e divenne il nucleo del nuovo PLI di Roma. 
Il PLI svolse un ruolo modesto nel panorama politico italiano, a causa di un limitato consenso elettorale, riuscendo ugualmente ad esprimere i primi due presidenti della Repubblica Italiana: Enrico De Nicola e Luigi Einaudi.
Al suo interno vi fu a lungo un contrasto alquanto acceso tra le varie correnti, in particolare nel primo decennio del dopoguerra.
Caratterizzato dal liberalismo riformatore di Croce, sotto la segreteria di Roberto Lucifero (1947-48) si spostò su posizioni conservatrici. Riportato sulla linea di centro laico dal suo successore Bruno Villabruna, ebbe una nuova modifica del suo indirizzo politico verso posizioni liberiste sotto la segreteria di Giovanni Malagodi dal 1954.
La componente minoritaria di sinistra legata agli spunti culturali del giornale Il Mondo, diretto da Mario Pannunzio, già uscita una prima volta nel 1948 (costituendo il MLI), salvo tornare al Convegno per l'unificazione delle forze liberali di Torino nel 1951, assunse un'opposizione intransigente a Malagodi e si distaccò definitivamente dal PLI nel 1955 per fondare il Partito Radicale, che non ebbe successo elettorale.
Sotto la leadership di Malagodi il PLI si distinse per la sua opposizione vigorosa ai governi di centro-sinistra, rifiutando nello stesso tempo ogni compromesso con la destra estrema del MSI e con la destra dei monarchici. Solo nel 1972 ritornò ad un governo centrista guidato da Giulio Andreotti, con Malagodi ministro del Tesoro. Dopo il declino di questa politica, nel 1976 il partito subì una nuova correzione dell'indirizzo politico verso sinistra, guidata dal nuovo segretario Valerio Zanone. Partecipò negli anni ‘80 a numerosi governi pentapartitici, fino al suo scioglimento nel 1994 e alla diaspora liberale nel panorama politico italiano.
A livello internazionale è stato tra i fondatori dell'Internazionale Liberale nel 1947 ed è sempre stato membro dei Gruppi Liberali e Democratici Europei.

## Storia

### Il movimento liberale dopo l'Unità d'Italia
Le forze politiche liberali furono le protagoniste del processo che si compì nel 1861 e che condusse all'Unità d'Italia in alleanza con la Monarchia di Casa Savoia. La natura estremamente elitaria del nuovo Stato italiano comportò che l'intero Parlamento divenisse praticamente espressione di tale ideologia politica, sebbene suddivisa fra una fazione rigidamente conservatrice, e un'altra progressista e innovatrice. Quest'assoluto predominio, unito ai fenomeni di trasformismo che ben presto caratterizzarono la politica nazionale, impedirono la costituzione di un partito vero e proprio. I liberali diedero vita a numerosi governi, tra i quali quello di Cavour, di Giuseppe Zanardelli e di Giovanni Giolitti.
La breccia di Porta Pia nel 1870, e il conseguente insorgere della Questione romana, scavarono un solco profondissimo fra i "cavouriani" liberali intransigenti, i quali convinti del concetto di "Libera Chiesa in libero Stato", e il mondo cattolico, spingendo quest'ultimo all'opposizione del regime sabaudo e dell'ordine politico vigente.
Giovanni Giolitti, erede della tradizione liberale e monarchica, promosse per primo un accordo con i cattolici tradizionalisti (Patto Gentiloni), in seguito all'approvazione, nel 1912, della riforma elettorale che introduceva il suffragio universale, anche se solo maschile. Giolitti aveva promesso ai socialisti di Leonida Bissolati e Filippo Turati la riforma elettorale in cambio del loro appoggio alla guerra italo-turca. Fino ad allora nel Regno d'Italia il suffragio era stato ristretto a una base elettorale esigua.
Dopo la riforma, il suffragio elettorale allargato, che concedeva il diritto di voto a tutti i cittadini maschi che avessero compiuto i 21 anni, indipendentemente dal censo, portò l'azione istituzionale giolittiana ad occupare lo spazio tra il centro dello schieramento politico italiano e le posizioni liberali di sinistra.
Su tali basi la lista giolittiana, che comprendeva anche candidati cattolici, ottenne nelle Elezioni politiche italiane del 1913, le prime a suffragio universale maschile, una schiacciante vittoria elettorale ai danni dei socialisti, dei repubblicani e dei radicali con il 51 % dei voti espressi e, su 508 seggi, 260 eletti.

### La fase costituente del PLI

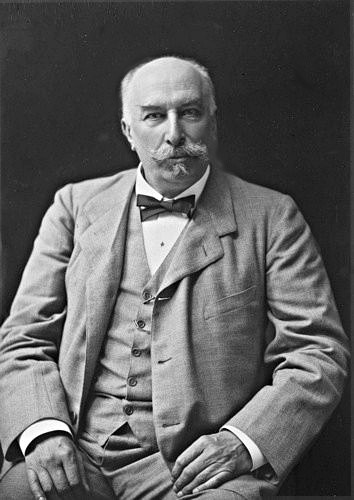
Giovanni Giolitti

L'introduzione del sistema proporzionale nel 1919 e il conseguente trionfo dei partiti di massa socialista e popolare costrinse anche i liberali a cominciare a porsi il problema di forme organizzative stabili.
Il Partito Liberale si costituì in vero e proprio partito strutturato nel 1922, lo slogan era: "Organizzarsi o morire". Nonostante la riorganizzazione, con Giovanni Giolitti, Antonio Salandra e Vittorio Emanuele Orlando, continuò tuttavia ad essere più un punto di riferimento aperto che un partito monolitico in grado di proporsi al paese come la sola espressione della rappresentanza politica liberale. Di fronte all'ascesa del fascismo, i liberali chiesero un ritorno alle norme statutarie ossia al governo del re, e in vari casi collaborarono all'instaurazione del nuovo regime totalitario, sia a livello centrale dove suoi esponenti entrarono nel Governo Mussolini all'indomani della Marcia su Roma, sia a livello locale.
Il movimento mussoliniano era inizialmente considerato un argine all’ascesa del movimento operaio e delle forze della sinistra e in occasione delle elezioni del 1924 sue personalità accettarono di entrare nel Listone Mussolini, con l’importante eccezione di Giovanni Giolitti. Le liste, che però ottennero magri risultati: l'1,09% e quattro seggi alla Camera dei deputati. In seguito al delitto Matteotti e ai decreti che eliminavano la libertà di stampa, il partito prese le distanze dal fascismo durante il II Congresso di Livorno. L'avvento della dittatura comportò lo scioglimento di tutti i partiti all'infuori del PNF, con un numero limitato di liberali trovò un modus vivendi con il regime.
D'altra parte, il filosofo e storico Benedetto Croce, che nel 1922 aveva giustificato il fascismo come esigenza temporanea per ridare ordine, divenne un convinto antifascista dal 1924: per tutto il ventennio, in Italia e all'estero, egli diede vita all'opposizione morale e intellettuale alla dittatura, in nome della "religione della libertà" e del richiamo al Risorgimento nazionale: un'opposizione che, per l'enorme prestigio internazionale del filosofo e il suo seggio da senatore a vita fu tollerata, almeno fino a un certo segno, lasciandogli continuare liberamente i suoi studi, senza attuare propaganda politica attiva dopo il 1925. Fu in quell'anno che Croce redasse il Manifesto degli intellettuali antifascisti, pubblicato su vari quotidiani in risposta al Manifesto degli intellettuali fascisti di Giovanni Gentile, uno degli ultimi atti di opposizione al regime, prima che anche la stampa cadesse sotto il controllo del fascismo nel 1926.

### La ricostituzione del PLI

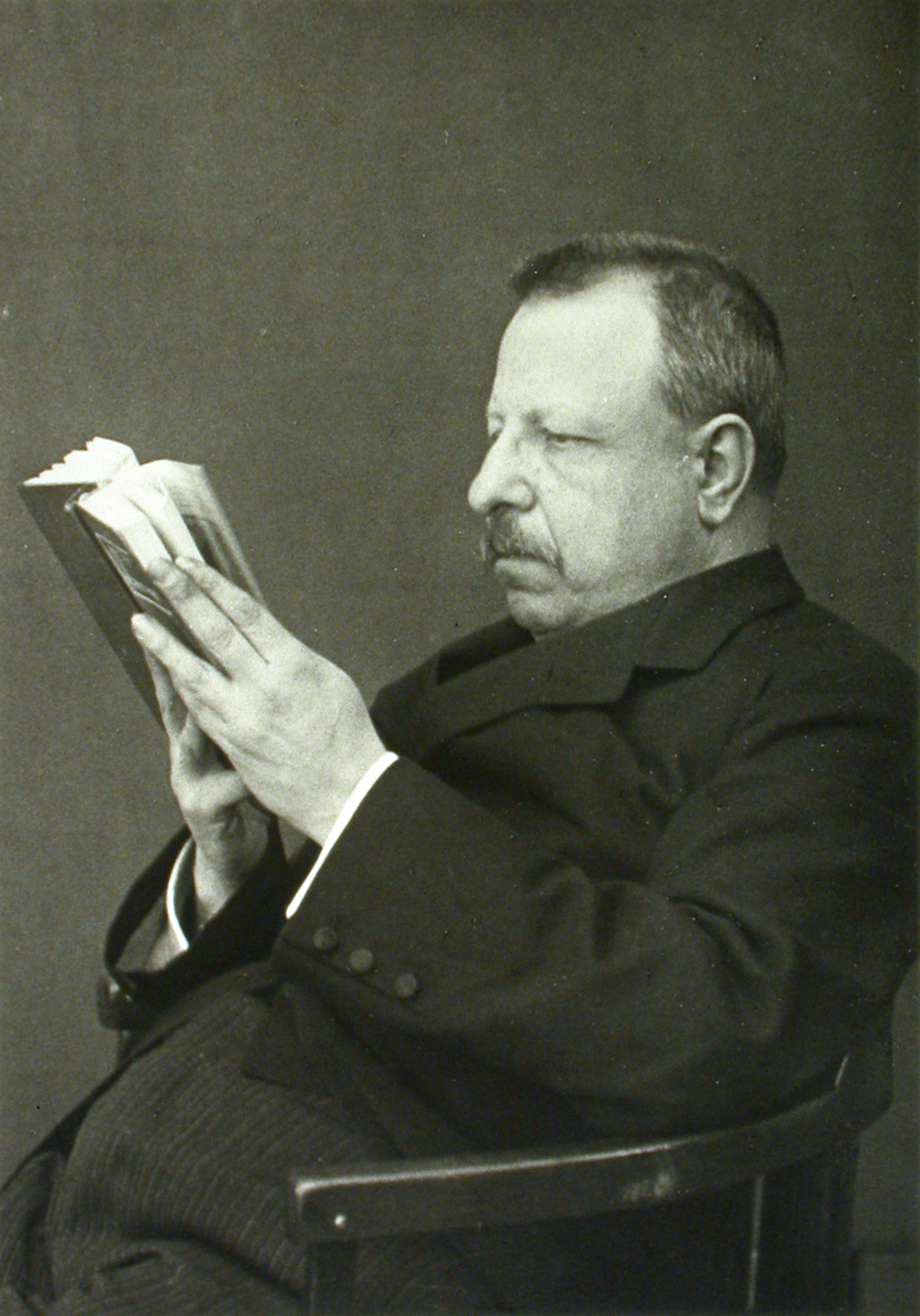
Benedetto Croce

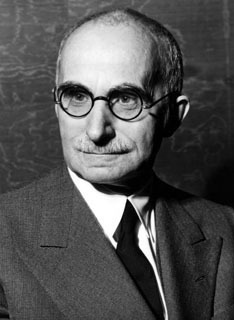
Luigi Einaudi

Dopo il 25 luglio 1943, alcuni esponenti politici liberali ripresero a partecipare all'attività politica in nome del Partito Liberale, sulla base del proprio prestigio personale prima ancora che il partito fosse formalmente ricostituito. Sorse in tal modo il desiderio e l'esigenza di rifondare il Partito Liberale sciolto dal fascismo.
Alcuni, come ad esempio Leone Cattani, Nicolò Carandini e Mario Pannunzio, iniziarono, dopo l'8 settembre 1943, a pubblicare in clandestinità un periodico, il Risorgimento Liberale. Dopo la liberazione della capitale, Risorgimento Liberale diventò l'organo ufficiale dell'embrione di partito che andava ricostituendosi. Per analogia con gli altri partiti a base ideologica, venne coniato il termine Partito Liberale Italiano. Rimase sempre forte il senso di continuità storica con il partito precursore e la fase costituente del PLI fu vista e vissuta essenzialmente come la riorganizzazione del Partito Liberale.
L'attività politica in questa fase iniziò a prendere forme consistenti con l'adesione al progetto della ricostituzione liberale da parte di alcuni esponenti storici del liberalismo italiano come Benedetto Croce, Luigi Einaudi, Vittorio Emanuele Orlando, Alessandro Casati e Marcello Soleri, oltre che di giovani come Manlio Brosio.
Grazie soprattutto a Leone Cattani, Alessandro Casati e Marcello Soleri, il Partito Liberale partecipò alla formazione e all'attività del CLN. Al sud nel 1944 Benedetto Croce, criticato però da Nicolò Carandini e Mario Pannunzio, fu ministro senza portafoglio nel secondo governo Badoglio in rappresentanza dei Liberali. Il Partito Liberale Italiano avviò la sua fase di ricostituzione politica grazie al prestigio di Benedetto Croce e di Vittorio Emanuele Orlando partecipando, in maniera numericamente ridotta, ma efficace per le iniziative di combattimento sostenute, sia alla Resistenza partigiana che ai governi di unità nazionale guidati da Ivanoe Bonomi e Ferruccio Parri. Sempre a nome del ricostituito Partito Liberale fecero parte del Governo Bonomi II: Benedetto Croce, Nicolò Carandini e Alessandro Casati.
Al nord Edgardo Sogno, medaglia d'oro della resistenza e capo dell'Organizzazione Franchi, partecipò al CLNAI in rappresentanza del Partito Liberale. Durante la Resistenza i Liberali parteciparono attivamente alle azioni militari partigiane ed ebbero molti caduti tra le loro file. Molti di essi militarono nelle Formazioni Autonome, i cosiddetti Badogliani.
Sebbene nell'atto costitutivo approvato nel Congresso di Roma (dal 9 aprile al 3 maggio 1946) vi fosse un esplicito riferimento all'epoca giolittiana, il Partito Liberale Italiano (PLI) ebbe una rilevante componente di destra.
Essa mantenne senza equivoci la qualifica di forza antifascista e si attestò su posizioni conservatrici, monarchiche e nazionaliste.
Nel referendum istituzionale per la scelta tra repubblica e monarchia, il PLI si schierò per la monarchia. La stragrande maggioranza dei liberali votò a favore della Monarchia, anche se Croce, successivamente, invitò il PLI a integrarsi e servire fedelmente la Repubblica.
Alle elezioni del 1946 per l'Assemblea Costituente il PLI si alleò col Partito Democratico del Lavoro formando l'Unione Democratica Nazionale, che ottenne il 6,8% dei suffragi e 1.560.638 voti, ottenendo 41 seggi, quarto gruppo dopo democristiani, socialisti e comunisti. Nella stesura della Costituzione l'ideologia liberale fu una delle dominanti insieme a quella cattolica ed a quella marxista. Il liberale Enrico De Nicola fu eletto capo provvisorio dello Stato dall'Assemblea Costituente e in seguito primo Presidente della Repubblica Italiana. Gli succedette un altro liberale, Luigi Einaudi, eletto nel 1948.
Alle elezioni politiche del 1948, il PLI, insieme al Fronte dell'Uomo Qualunque, formò una lista unica: il Blocco Nazionale, che ottenne 1.003.727 voti, pari al 3,82%, conseguendo 19 seggi alla Camera e 10 al Senato.

### Il centrismo
Il Partito Liberale fu parte, dal 1947 al 1958, del centrismo, coalizione che la vedeva impegnata con la Democrazia Cristiana, il Partito Repubblicano e il Partito Socialista Democratico. Tale alleanza ebbe un chiaro orientamento atlantista, filo-occidentale e anticomunista, sottolineato dall'adesione alla NATO e l'accettazione del Piano Marshall da parte degli Stati Uniti.
La corrente di sinistra nel 1955 diede vita al Partito Radicale, mentre la rivolta ungherese del 1956 provocò la fine dell'alleanza tra Partito Socialista e Partito Comunista, con la conseguente adesione dei socialisti all'area di governo, dando origine al centro-sinistra nel 1962; questo provocò il passaggio dei liberali all'opposizione.

### L'ostilità al centrosinistra

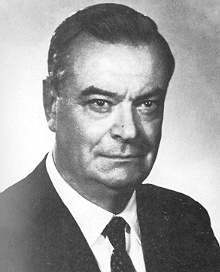
Giovanni Malagodi

La segreteria di Giovanni Malagodi valorizzò posizioni maggiormente liberiste, vicine agli insegnamenti di Einaudi, sfociate in una durissima opposizione alla nazionalizzazione dell'energia elettrica e in generale alla formula del centro-sinistra. Questa dura contrapposizione alle riforme varate dal nascente centro-sinistra portò ad un sostanziale avanzamento elettorale, nel 1963 i liberali ottennero il miglior risultato dell'epoca repubblicana, con l'elezione di 39 deputati e 18 senatori, raddoppiando la propria rappresentanza parlamentare. Guadagnò voti in tutta Italia, specialmente nel Nord Ovest, zona di maggior influenza liberale, ma comunque in tutto il Nord Italia, a Roma e in Sicilia, dove ottenne più del 10% dei voti.
Il Partito liberale fu uno degli strenui oppositori della riforma urbanistica ideata dal ministro Fiorentino Sullo e che cercava di limitare gli effetti negativi della speculazione edilizia. In generale, il PLI di Malagodi si presentò come il difensore della proprietà privata, della libera impresa e del risparmio individuale. Avversò quindi anche ogni forma di dirigismo economico e la partecipazione delle imprese dello Stato (le imprese statali) ad attività imprenditoriali di mercato.
Grazie a queste posizioni il PLI arrivò a triplicare i propri consensi elettorali soprattutto al nord. In particolare il PLI si oppose alle nazionalizzazioni, soprattutto di quella dell'industrie elettriche e all'istituzione delle regioni, viste come inutili forme di dissipazione del denaro pubblico. Il cavallo di battaglia era la lotta agli sprechi della pubblica amministrazione e all'eccessiva tassazione.
Rimasto all'opposizione per tutti gli anni sessanta, il PLI subì una crisi elettorale che lo portò a diventare marginale nello scacchiere politico italiano, anche a causa dello spostamento a sinistra dell'elettorato negli anni settanta. Malagodi durante la sua segreteria mantenne sempre un approccio laico intransigente sulle questioni dal punto di vista morale ed etico, in particolare quando appoggiò il progetto di legge sul divorzio proposto dal deputato liberale Antonio Baslini, insieme al socialista Loris Fortuna, detta appunto Legge Fortuna-Baslini, che segnò l'inizio della stagione dei diritti civili in Italia.
Il PLI tornò nell'area di governo nel 1972, quando entrò nel Governo Andreotti II con l'organica partecipazione di ministri e sottosegretari, l'esecutivo fu anche noto come Governo Andreotti-Malagodi. Lo stesso Malagodi fu Ministro del Tesoro.
Alle elezioni politiche del 1976 il PLI ebbe un significativo calo e la guida del partito passò alla corrente di sinistra favorevole alla collaborazione con i socialisti e in generale al progetto di costruzione di una maggioranza partecipativa tra DC e partiti laici (PLI, PRI, PSI, PSDI). Valerio Zanone fu il nuovo segretario a partire dal 1976 e iniziò gradatamente ad orientarlo verso posizioni diverse dalla sua storia recente (da Malagodi in avanti), richiamando in qualche modo la linea della segreteria di Bruno Villabruna.

### L'adesione alpentapartito
Negli anni ottanta il PLI fu parte integrante del pentapartito, che univa la Democrazia Cristiana, all'epoca caratterizzata dal predominio della corrente dorotei e di quella di Carlo Donat-Cattin (di sinistra, comunque ostile al PCI), il Partito Socialista Italiano, il Partito Socialista Democratico Italiano ed il Partito Repubblicano Italiano, resasi necessaria in seguito alla crisi del vecchio centro-sinistra ed alla maggioranza del Preambolo affermatasi nella DC nel congresso del 1980, favorevole ad un'apertura a sinistra che escludesse i comunisti.
Il liberale Renato Altissimo nei governi Spadolini I, Spadolini II e Fanfani V fu Ministro della Salute e Ministro all'Industria, Commercio e Artigianato nel Craxi I.
La Regione che diede i migliori risultati per il PLI fu inequivocabilmente il Piemonte, e in particolare la provincia di Cuneo, storico feudo elettorale di Giovanni Giolitti, Luigi Einaudi e, nell'ultimo terzo del XX secolo, Raffaele Costa.
Nel 1985 dopo un arretramento elettorale, il vertice nazionale cambiò ancora. Alfredo Biondi e Raffaele Costa diedero vita alla "Costituente Liberale" che portò all'elezione di Alfredo Biondi alla segreteria nazionale. In alcuni comuni pugliesi fu proposto un accordo con il PCI rompendo con la linea nazionale. La nuova alleanza nelle giunte pugliesi fu proposta dal segretario regionale Valentino Stola. Nel 1986 la componente di sinistra elesse segretario Renato Altissimo, che portò il partito all'incremento elettorale delle politiche del 1992. In seguito alle dimissioni di Altissimo, viene eletto segretario Raffaele Costa.

### La diaspora liberale
Partendo da dati elettorali esigui, era inimmaginabile che il PLI potesse resistere al ciclone Tangentopoli.
Sebbene solo sfiorato dalle inchieste di Mani Pulite sul finanziamento illecito ai partiti, si sciolse nel 1994, al pari di altri partiti della Prima Repubblica. Un dibattito furente precedette il XXII congresso che ne sancì ufficialmente lo scioglimento il 6 febbraio 1994. Già nel corso del 1993 alcuni esponenti liberali avevano però tentato di proseguire una presenza concreta sotto nuovi forme e simboli.
Nel giugno 1993 il presidente dimissionario Valerio Zanone aveva costituito l'Unione Liberaldemocratica, un movimento di ispirazione riformista. Analogamente il segretario in carica Raffaele Costa, con a Alfredo Biondi e Stefano De Luca, sempre nel giugno 1993, aveva fondato l'Unione di Centro, inteso a raggruppare attorno a sé l'elettorato chiaramente alternativo alla sinistra, mentre il gruppo di Paolo Battistuzzi lavorò al progetto di Alleanza Democratica, stabilmente collocato nel centro-sinistra.

Il simbolo della Federazione dei Liberali

Il giorno dopo lo scioglimento, alcuni esponenti dell'ex PLI scelsero di dare vita a un coordinamento dei liberali ormai sparsi in diversi movimenti nella prospettiva di riunificare in futuro le diverse esperienze dei liberali: Raffaello Morelli fondò la Federazione dei Liberali. In occasione delle elezioni politiche del 1994 la Federazione dei Liberali non si presentò, limitandosi semplicemente alla stesura di un documento di indirizzo politico-programmatico in cui si invitavano ad aderire gli esponenti candidati nei vari schieramenti. La nuova formazione ereditò il seggio del PLI nell'Internazionale Liberale e la stessa sede di via Frattina a Roma, rivendicando in tal modo la continuità del disciolto partito.
Nel 1995 l'Unione Liberaldemocratica confluì in essa e l'anno dopo contribuì alla fondazione dell'Ulivo.
Sostanzialmente i liberali si dispersero in sette direzioni:
- un gruppo rilevante fuoriuscito dal partito viene traghettato dall'ultimo segretario Raffaele Costa, Alfredo Biondi e da Stefano De Luca, nell'Unione di Centro, formazione del centro-destra fondata l'anno prima dello scioglimento del partito, componente importante del Polo delle Libertà e del Governo Berlusconi I, confluita definitivamente in Forza Italia nel 1998;
- un altro gruppo, con Antonio Martino, Carlo Scognamiglio, Gianfranco Ciaurro e Pietro Di Muccio, aderì direttamente a Forza Italia, che realizzava l'antica ambizione sonniniana[21] del partito liberale di massa, sebbene buona parte delle riforme liberali promesse non furono realizzate, anche per la presenza di una maggioranza di derivazione democristiana e socialista, talvolta caratterizzata da un'impronta anti-liberista;
- altri liberali come Gabriele Pagliuzzi, Giuseppe Basini e Luciano Magnalbò optarono per la destra, aderendo ad Alleanza Nazionale di Gianfranco Fini;
- altri aderirono invece alla coalizione centrista del Patto per l'Italia ed al progetto di Mario Segni. Alla Camera viene eletto Pietro Milio;
- altri ancora scelsero di candidarsi autonomamente sotto le bandiere radicali della Lista Pannella - Riformatori;
- una minoranza aderì al progetto di Alleanza Democratica, come Paolo Battistuzzi e Gianfranco Passalacqua;

Alle elezioni europee del 1994, l'Unione di Centro e il CCD di Pier Ferdinando Casini raggiunsero un accordo elettorale con Forza Italia, presentandosi sotto quest'ultimo simbolo. Furono eletti Stefano de Luca e Luigi Flavio.

## I liberali oggi
Attualmente uomini politici liberali si possono trovare in vari partiti italiani:
- nel 1997 è stato rifondato il Partito Liberale sotto la guida di Stefano De Luca, con vari esponenti tutti provenienti dal vecchio PLI come Enzo Palumbo, Giuseppe Basini, Renato Altissimo, Gian Nicola Amoretti (presidente dell'Unione Monarchica Italiana), Attilio Bastianini, Savino Melillo, Carla Martino, Carlo Scognamiglio, Alfredo Biondi e Salvatore Grillo di estrazione repubblicana. Il PLI è stato rappresentato in Parlamento da Enrico Musso (al Senato), Fabio Gava ed Angelo Santori (alla Camera). Anche Paolo Guzzanti per un periodo ne ha fatto parte. Dopo un'alleanza con il Nuovo PSI nella coalizione di centro-destra, il PLI ha rifiutato successive alleanze con i poli;
- alcuni liberali hanno preso parte al Popolo della Libertà e a Forza Italia, come l'ex presidente del Veneto Giancarlo Galan, l'associazione Liberalismo Popolare di Raffaele Costa, il movimento dei Riformatori Liberali (composto principalmente da ex radicali come Benedetto Della Vedova) ed alcuni uomini iscritti ad Alleanza Nazionale come Enzo Savarese e Luciano Magnalbò. In particolare questi liberali si rifanno al liberalismo conservatore, al liberalismo nazionale e al liberismo economico. Molti liberali del PDL sono stati eletti in Parlamento, come Antonio Martino o Benedetto Della Vedova. Molti sono successivamente passati a Futuro e Libertà per l'Italia, come lo stesso Della Vedova, altri sono passati al Nuovo Centrodestra;
- alcuni liberali, a livello locale, sono entrati nel movimento politico della Lega Nord, come l'ex presidente della provincia di Vicenza Manuela Dal Lago;
- alcuni liberali sono membri della Destra Liberale Italiana (più spostata a destra rispetto al Partito Liberale attuale), altri membri di partiti liberali regionali si sono riuniti in un Coordinamento dei Liberali Italiani.

### Partito Liberale Italiano (dal 1997)

Il simbolo del PLI fondato nel 1997

Nel 1997 fu fondato il Partito Liberale dopo che l'anno precedente i partecipanti ad un convegno a Chianciano Terme avevano manifestato la necessità di ricostituirsi in soggetto strutturato per rilanciare la tradizione liberale italiana, imperniata tanto sul liberalismo riformatore di Benedetto Croce e Piero Gobetti, quanto sulle tesi conservatrici e liberiste di Giovanni Malagodi e Luigi Einaudi. Il nuovo soggetto politico si proponeva così di sostenere politiche di privatizzazione e liberalizzazione dei settori non strategici a favore della libera concorrenza, e promuovere la riduzione del debito pubblico attraverso il taglio della spesa corrente in un quadro di sostanziale apertura in materia di diritti civili.
Dopo un'iniziale intesa con l'Unione Democratica per la Repubblica e il Patto Segni il Partito Liberale stipulò un accordo con Forza Italia alla vigilia delle elezioni europee del 1999.
Alle politiche del 2006 il Partito Liberale (che dal 2004 aveva mutato nome in Partito Liberale Italiano) aderì alla Casa delle Libertà. Due anni dopo, tuttavia, concorse alle elezioni politiche con liste autonome, in cui confluirono altri soggetti minori (Polo Civico di Centro, Unione Cattolica Italiana), e raccolse lo 0,3% dei voti.
A gennaio 2011 il PLI aderì al Nuovo Polo per l'Italia insieme ad altre formazioni centriste e nel novembre successivo, con le dimissioni del governo Berlusconi IV, diede pieno sostegno all'ipotesi di un governo tecnico guidato da Mario Monti. La partecipazione alle successive elezioni politiche del 2013 avvenne con liste autonome, presenti in alcune circoscrizioni, che raccolsero meno dello 0,1% dei voti.
Nel febbraio 2014 diversi esponenti ed ex esponenti del PLI costituirono "I Liberali". Alle europee del 2014 il PLI prese parte alla lista elettorale di area liberaldemocratica Scelta Europea, che ottenne lo 0,7% dei voti.
Per le elezioni politiche del 2018, il PLI aderì alla coalizione di centro-destra e grazie all'accordo con la Lega elesse due suoi iscritti (Giuseppe Basini alla Camera e Cinzia Bonfrisco al Senato), che scelsero tuttavia di iscriversi ai gruppi parlamentari della Lega. Nel corso del 2019 la presa di distanza dalle posizioni della Lega si tradusse nella necessità di "un'ampia coalizione liberale contro i sovranismi", in opposizione alla quale i parlamentari Basini e Bonfrisco fondarono la "Destra Liberale Italiana" alleata della Lega. A marzo 2020 I Liberali rientrarono nel PLI e Carlo Scognamiglio fu nominato presidente d'onore. Nei mesi successivi fu avviato, ma non venne perfezionato, l'avvicinamento del PLI alle forze di area liberaldemocratica, promosso a partire dalla costituzione del gruppo parlamentare di Azione e +Europa.
Il 30 luglio 2022, in vista delle elezioni politiche anticipate, il Consiglio Nazionale sfiducia il presidente Stefano De Luca e il co-segretario Nicola Fortuna, mentre il nuovo presidente diventa Francesco Pasquali e il segretario Roberto Sorcinelli si professa favorevole ad un'alleanza con il centro-destra; la decisione del Consiglio viene tuttavia contestata da De Luca, che avvia una battaglia legale dichiarandosi legittimo rappresentante del PLI. Alle elezioni politiche sostiene la lista di Forza Italia, mentre alle europee del 2024 sigla un accordo con la Lega.
Nel luglio 2025 il tribunale di Roma diffida Sorcinelli e Pasquali dall'uso del simbolo e del nome del partito, dichiarando come legittimi rappresentanti Stefano De Luca e Grazio Trufolo, eletti dal congresso del PLI nei giorni precedenti.

## Ideologia e correnti
I valori e gli obiettivi programmatici erano basati sul principio liberale "La tua libertà finisce dove inizia la mia", visto come il principale obiettivo da perseguire.
Sul piano economico fu liberista, fautore del libero mercato e dell'economia di mercato.
All'interno vi erano varie correnti: una maggioranza corposa, "di destra", si ispirava chiaramente ai concetti del liberalismo conservatore; una di centro si basava oltre che sul liberalismo classico naturalmente al pensiero crociano e giolittiano e infine una di sinistra.
Fino al 1946 il partito ostentò un atteggiamento monarchico, che si trasformò in una posizione di totale accettazione della Repubblica dopo l'esito del referendum, nonché decisamente laico, secondo il celebre detto di Cavour "Libera Chiesa in libero Stato".

## Struttura

### Segretario generale
- Alberto Giovannini (10 ottobre 1922 - 4 ottobre 1924)
- Quintino Piras (4 ottobre 1924- 9 novembre 1926)
- per le terre liberate Giovanni Cassandro (4 aprile - 4 giugno 1944)
- Manlio Brosio (4 giugno - dicembre 1944)
- Leone Cattani (dicembre 1944 - dicembre 1945)
- triumvirato dei vicesegretari Giovanni Cassandro, Anton Dante Coda e Francesco Libonati (dicembre 1945 - maggio 1946)
- Giovanni Cassandro (maggio 1946 - 3 dicembre 1947)
- Roberto Lucifero (3 dicembre 1947 - ottobre 1948)
- reggente la Segreteria generale Bruno Villabruna (ottobre 1948 - 11 luglio 1949)
- Bruno Villabruna (11 luglio 1949 - febbraio 1954)
- reggente la Segreteria generale Alessandro Leone di Tavagnasco (febbraio - aprile 1954)
- Giovanni Malagodi (aprile 1954 - luglio 1972)
- Agostino Bignardi (luglio 1972 - febbraio 1976)
- Valerio Zanone (febbraio 1976 - luglio 1985)
- Alfredo Biondi (luglio 1985 - maggio 1986)
- Renato Altissimo (maggio 1986 - maggio 1993)
- Raffaele Costa (maggio 1993 - febbraio 1994)

### Presidente
- Emilio Borzino (1922-1925)
- Benedetto Croce (1944–1947)
- Raffaele De Caro (1947–1961)
- Gaetano Martino (1961–1967)
- Vittorio Badini Confalonieri (1967-1972)
- Giovanni Malagodi (1972–1976)
- Agostino Bignardi (1976-1979)
- Aldo Bozzi (1979-1987)
- Salvatore Valitutti (1988-1991)
- Valerio Zanone (1991-1993)
- Alfredo Biondi (1993–1994)

### Presidenti dei gruppi parlamentari

#### Camera dei deputati
- 12 luglio 1946 – 15 luglio 1946: Vittorio Emanuele Orlando
- 15 luglio 1946 – 13 settembre 1946: Luigi Einaudi
- 14 settembre 1946 – 31 gennaio 1948: Francesco Saverio Nitti, vice: Giuseppe Grassi
- 17 gennaio 1947 – 31 gennaio 1948: Epicarmo Corbino, vice: Raffaele De Caro
- 12 maggio 1948 – 4 giugno 1961: Raffaele De Caro, vice: Alberto Giovannini, poi Francesco Colitto & Gaetano Martino
- 4 maggio 1961 – 18 gennaio 1971: Giovanni Malagodi, vice: Bartolomeo Cannizzo, poi Benedetto Cottone
- 18 gennaio 1971 – 26 giugno 1972: Aldo Bozzi, vice: Manlio Livio Cassandro & Alberto Giomo, poi Benedetto Cottone & Alberto Giomo
- 12 luglio 1972 – 15 ottobre 1975: Alberto Giomo, vice: Fausto Samuele Quilleri
- 15 ottobre 1975 – 4 luglio 1976: Fausto Samuele Quilleri, vice: Massimo Alesi, poi Ferruccio De Lorenzo
- 15 luglio 1976 – 1° luglio 1987: Aldo Bozzi, vice: Raffaele Costa, poi Pietro Serrentino
- 16 luglio 1987 – 26 maggio 1993: Paolo Battistuzzi, vice: Pietro Serrentino, poi Andrea Marcucci
- 26 maggio 1993 – 14 aprile 1994: Savino Melillo, vice: Andrea Marcucci

#### Senato della Repubblica
- 8 maggio 1948 – 24 giugno 1953: Alessandro Casati
- 25 giugno 1953 – 11 giugno 1958: Umberto Zanotti Bianco
- 1° luglio 1963 – 24 maggio 1972: Giorgio Bergamasco, vice: Vincenzo Trimarchi, poi Enzo Veronesi
- 13 luglio 1972 – 4 luglio 1976: Manlio Brosio, vice: Arturo Robba, poi Salvatore Valitutti
- 9 luglio 1976 – 31 gennaio 1977: Giuseppe Balbo[58]
- 22 febbraio 1977 – 19 giugno 1979: Giuseppe Balbo[59]

## Nelle istituzioni

### Presidenti della Repubblica Italiana
- Enrico De Nicola (1948); già capo provvisorio dello Stato (1946-1947)
- Luigi Einaudi (1948-1955)

### Presidente del Senato della Repubblica
- Enrico De Nicola (1951-1952)
- Giuseppe Paratore (1952-1953)
- Giovanni Malagodi (1987)

### Vicepresidenti del Consiglio dei Ministri

#### Regno d'Italia
- Manlio Brosio (Governo Parri)

#### Repubblica Italiana
- Luigi Einaudi (Governo De Gasperi IV)
- Giovanni Porzio (Governo De Gasperi V)

### Governi, Ministri e Sottosegretario di Stato

#### Regno d'Italia
- Governo Mussolini
  - Giuseppe De Capitani d'Arzago, Ministro dell'agricolutura fino alla soppressione del ministero il 5 luglio 1923
  - Teofilo Rossi, Ministro dell'industria fino alla soppressione del ministero il 31 luglio 1923
- Governo Badoglio I
  - Dino Philipson, Sottosegretario alla Presidenza del Consiglio dei ministri
  - Raffaele De Caro, Sottosegretario di Stato del Ministero dei lavori pubblici dal 16 novembre 1943 all'11 febbraio 1944 e Ministro dei lavori pubblici dall'11 febbraio 1944 al 17 aprile 1944
- Governo Badoglio II
  - Renato Morelli, Sottosegretario alla Presidenza del Consiglio dei ministri
  - Benedetto Croce, Ministro senza portafoglio
  - Vincenzo Arangio-Ruiz, Ministro di grazia e giustizia
- Governo Bonomi II
  - Benedetto Croce, Ministro senza portafoglio, fino al 27 luglio 1944
  - Nicolò Carandini, Ministro senza portafoglio, dal 27 luglio 1944
  - Renato Morelli, Sottosegretario di Stato del Ministero degli affari esteri, con delega per gli 'Italiani all'estero'
  - Marcello Soleri, Ministro del tesoro, dal 22 giugno 1944
- Governo Bonomi III
  - Francesco Libonati, Sottosegretario alla Presidenza del Consiglio dei ministri, con delega per la 'Stampa, turismo e spettacolo'
  - Manlio Brosio, Ministro senza portafoglio
  - Renato Morelli, Sottosegretario di Stato del Ministero degli affari esteri, con delega per gli 'Italiani all'estero'
  - Cesare Gabriele, Sottosegretario di Stato del Ministero delle finanze
  - Alessandro Casati, Ministro della guerra
  - Aldobrando Medici Tornaquinci, Sottosegretario di Stato del Ministero dell'Italia Occupata
  - Vincenzo Arangio-Ruiz, Ministro della pubblica istruzione
  - Marcello Soleri, Ministro del tesoro
  - Giambattista Rizzo, Sottosegretario di Stato del Ministero dei trasporti
- Governo Parri
  - Manlio Brosio, Ministro per la Consulta Nazionale dal 17 agosto 1945
  - Giustino Arpesani, Sottosegretario alla Presidenza del Consiglio dei ministri
  - Renato Morelli, Sottosegretario di Stato del Ministero degli affari esteri, con delega per gli 'Italiani all'estero'
  - Mario Ferrara, Sottosegretario di Stato del Ministero per l'assistenza postbellica
  - Enzo Storoni, Sottosegretario di Stato del Ministero dell'industria e del commercio, con delega per il 'Commercio'
  - Vincenzo Arangio-Ruiz, Ministro della pubblica istruzione
  - Marcello Soleri, Ministro del tesoro, deceduto il 22 luglio 1945
- Governo De Gasperi I
  - Giustino Arpesani, Sottosegretario alla Presidenza del Consiglio dei ministri
  - Antonio Cifaldi, Sottosegretario di Stato del Ministero per l'assistenza postbellica
  - Enzo Storoni, Sottosegretario di Stato del Ministero dell'industria e del commercio fino al 9 gennaio 1946 e Sottosegretario di Stato del Ministero del commercio con l'estero dal 9 gennaio 1946
  - Manlio Brosio, Ministro della guerra
  - Leone Cattani, Ministro dei lavori pubblici
  - Epicarmo Corbino, Ministro del tesoro

#### Repubblica Italiana
- Governo De Gasperi IV
  - Luigi Einaudi, Vicepresidente del Consiglio dei ministri e Ministro del bilancio
  - Giuseppe Grassi, Ministro di grazia e giustizia
  - Antonio Cifaldi, Sottosegretario di Stato del Ministero del tesoro
  - Giuseppe Perrone Capano, Sottosegretario di Stato del Ministero della pubblica istruzione dal 22 dicembre 1947
- Governo De Gasperi V
  - Giuseppe Grassi, Ministro di grazia e giustizia
  - Girolamo Bellavista, Sottosegretario di Stato del Ministero delle finanze fino al 5 aprile 1949
  - Antonio Cifaldi, Sottosegretario di Stato del Ministero del tesoro
  - Giuseppe Perrone Capano, Sottosegretario di Stato del Ministero della pubblica istruzione fino al 5 aprile 1949
  - Mario Venditti, Sottosegretario di Stato del Ministero della pubblica istruzione dal 5 aprile 1949
- Governo Scelba
  - Raffaele De Caro, Ministro per i rapporti con il parlamento
  - Gaetano Martino, Ministro della Pubblica Istruzione fino al 19 settembre 1954 e Ministro degli affari esteri dal 16 settembre 1954
  - Vittorio Badini Confalonieri, Sottosegretario di Stato del Ministero degli affari esteri
  - Guido Cortese, Sottosegretario di Stato del Ministero delle finanze
  - Bruno Villabruna, Ministro dell'industria e del commercio
- Governo Segni I
  - Raffaele De Caro, Ministro per i rapporti con il parlamento
  - Gaetano Martino, Ministro degli affari esteri
  - Vittorio Badini Confalonieri, Sottosegretario di Stato del Ministero degli affari esteri
  - Aldo Bozzi, Sottosegretario di Stato del Ministero delle finanze
  - Edoardo Battaglia, Sottosegretario di Stato del Ministero delle partecipazioni statali dal 22 dicembre 1956
  - Antonio Capua, Sottosegretario di Stato del Ministero dell'agricoltura e delle foreste
- Governo Andreotti II
  - Giorgio Bergamasco, Ministro per i rapporti con il parlamento
  - Benedetto Cottone, Sottosegretario di Stato del Ministero dell'interno
  - Giuseppe Alpino, Sottosegretario di Stato del Ministero delle finanze
  - Giovanni Malagodi, Ministro del tesoro
  - Salvatore Valitutti, Sottosegretario di Stato del Ministero della pubblica istruzione
  - Massimo Alesi, Sottosegretario di Stato del Ministero dell'agricoltura e delle foreste
  - Aldo Bozzi, Ministro dei trasporti
  - Gennaro Papa, Sottosegretario di Stato del Ministero dell'industria e del commercio
  - Ferruccio De Lorenzo, Sottosegretario di Stato del Ministero della sanità
  - Luigi Durand de la Penne, Sottosegretario di Stato del Ministero della marina mercantile
- Governo Cossiga I
  - Antonio Baslini, Sottosegretario di Stato del Ministero degli affari esteri
  - Raffaele Costa, Sottosegretario di Stato del Ministero di grazia e giustizia
  - Salvatore Valitutti, Ministro della pubblica istruzione
  - Renato Altissimo, Ministro della sanità
- Governo Spadolini I
  - Giuseppe Fassino, Sottosegretario di Stato del [inistero della pubblica istruzione
  - Renato Altissimo, Ministro della sanità
- Governo Spadolini II
  - Giuseppe Fassino, Sottosegretario di Stato del Ministero della pubblica istruzione
  - Renato Altissimo, Ministro della sanità
- Governo Fanfani V
  - Alfredo Biondi, Ministro per il coordinamento delle politiche comunitarie
  - Raffaele Costa, Sottosegretario di Stato del Ministero degli affari esteri
  - Giuseppe Fassino, Sottosegretario di Stato del Ministero della pubblica istruzione
  - Renato Altissimo, Ministro della sanità
- Governo Craxi I
  - Raffaele Costa, Sottosegretario di Stato del Ministero dell'interno
  - Giuseppe Fassino, Sottosegretario di Stato del Ministero della pubblica istruzione
  - Renato Altissimo, Ministeri del governo italiano Ministro dell'Industria, Commercio e Artigianato
  - Francesco De Lorenzo, Sottosegretario di Stato del Ministero della sanità
- Governo Craxi II
  - Raffaele Costa, Sottosegretario di Stato del Ministero dell'interno
  - Giuseppe Fassino, Sottosegretario di Stato del Ministero della pubblica istruzione
  - Valerio Zanone, Ministro dell'industria, del commercio e dell'artigianato
  - Savino Melillo, Sottosegretario di Stato del Ministero dell'industria, del commercio e dell'artigianato
  - Saverio D'Aquino, Sottosegretario di Stato del Ministero della sanità
  - Francesco De Lorenzo, Ministro dell'ambiente
- Governo Goria
  - Saverio D'Aquino, Sottosegretario di Stato del Ministero dell'interno
  - Stefano De Luca, Sottosegretario di Stato del Ministero delle finanze
  - Valerio Zanone, Ministro della difesa
  - Savino Melillo, Sottosegretario di Stato del Ministero della pubblica istruzione
  - Raffaele Costa, Sottosegretario di Stato del Ministero dei lavori pubblici
- Governo De Mita
  - Saverio D'Aquino, Sottosegretario di Stato del Ministero dell'interno
  - Stefano De Luca, Sottosegretario di Stato del Ministero delle finanze
  - Valerio Zanone, Ministro della difesa
  - Savino Melillo, Sottosegretario di Stato del Ministero della pubblica istruzione
  - Raffaele Costa, Sottosegretario di Stato del Ministero dei lavori pubblici
- Governo Andreotti VI
  - Egidio Sterpa, Ministro per i rapporti con il parlamento
  - Saverio D'Aquino, Sottosegretario di Stato del Ministero dell'interno
  - Stefano De Luca, Sottosegretario di Stato del Ministero delle finanze
  - Valerio Zanone, Ministro della difesa
  - Savino Melillo, Sottosegretario di Stato del Ministero della pubblica istruzione
  - Raffaele Costa, Sottosegretario di Stato del Ministero dei lavori pubblici
- Governo Andreotti VII
  - Egidio Sterpa, Ministro per i rapporti con il parlamento
  - Saverio D'Aquino, Sottosegretario di Stato del Ministero dell'interno
  - Stefano De Luca, Sottosegretario di Stato del Ministero delle finanze
  - Giuseppe Fassino, Sottosegretario di Stato del Ministero della difesa
  - Savino Melillo, Sottosegretario di Stato del Ministero della pubblica istruzione
  - Attilio Bastianini, Sottosegretario di Stato del Ministero dell'industria, del commercio e dell'rtigianato
  - Francesco De Lorenzo, Ministro della sanità
- Governo Amato I
  - Raffaele Costa, Ministro per il coordinamento delle politiche comunitarie e per gli affari regionali fino al 21 febbraio 1993 poi Ministro della sanità
  - Gianfranco Ciaurro, Ministro per il coordinamento delle politiche comunitarie e per gli affari regionali dal 21 febbraio 1993
  - Saverio D'Aquino, Sottosegretario di Stato del Ministero dell'interno
  - Stefano De Luca, Sottosegretario di Stato del Ministero delle finanze
  - Francesco De Lorenzo, Ministro della sanità fino al 21 febbraio 1993
- Governo Ciampi
  - Saverio D'Aquino, Sottosegretario di Stato del Ministero dell'interno
  - Stefano De Luca, Sottosegretario di Stato del Ministero delle finanze
  - Raffaele Costa, Ministro dei trasporti e della marina mercantile

## Congressi
- Patto costituente - 1912
- I Congresso - Bologna, 8-10 ottobre 1922
- II Congresso - Livorno, 4-7 ottobre 1924
- Congresso per le terre liberate - Napoli, 2-4 giugno 1944
- III[60] Congresso - Roma, 29 aprile - 3 maggio 1946
- IV Congresso - Roma, 30 novembre - 3 dicembre 1947
- V Congresso - Roma, 9-11 luglio 1949
- VI Congresso - Firenze, 23-26 gennaio 1953
- VII Congresso - Roma, 13 dicembre 1955
- VIII Congresso - Roma, 29 novembre - 1º dicembre 1958
- IX Congresso - Roma, 5-8 aprile 1962
- X Congresso - Roma, 4-8 febbraio 1966
- XI Congresso - Roma, 7-12 gennaio 1969
- XII Congresso - Firenze, 9-15 gennaio 1971
- XIII Congresso - Roma, 7-11 febbraio 1973
- XIV Congresso - Roma, 18-23 aprile 1974
- XV Congresso - Napoli, 7-11 aprile 1976
- XVI Congresso - Roma, 24-28 gennaio 1979
- XVII Congresso - Firenze, 18-22 novembre 1981
- XVIII Congresso - Torino, 29 marzo - 1º aprile 1984
- XIX Congresso - Genova, 22-25 maggio 1986
- XX Congresso - Roma, dicembre 1988
- XXI Congresso - Roma, 9-12 maggio 1991
- XXII Congresso - Roma, 5-6 febbraio 1994
- XXIII Congresso - Roma, 2-3-4 luglio 1997: Ricostituzione del Partito Liberale Italiano

## Risultati elettorali
| Elezione | Elezione       | Voti      | %    | Seggi    |
| --- | -------------- | --------- | ---- | -------- |
| Politiche 1924 z | Camera         | 108.035   | 1,51 | 7 / 535  |
| Politiche 1946 a | Costituente    | 1.560.638 | 6,78 | 31 / 556 |
| Politiche 1948 b | Camera         | 1.003.727 | 3,82 | 14 / 574 |
| Politiche 1948 b | Senato         | 1.222.419 | 5,40 | 7 / 237  |
| Politiche 1953 | Camera         | 815.929   | 3,01 | 13 / 590 |
| Politiche 1953 | Senato         | 695.816   | 2,86 | 3 / 237  |
| Politiche 1958 | Camera         | 1.047.081 | 3,54 | 17 / 596 |
| Politiche 1958 | Senato         | 1.012.610 | 3,87 | 4 / 315  |
| Politiche 1963 | Camera         | 2.144.270 | 6,97 | 39 / 630 |
| Politiche 1963 | Senato         | 2.043.323 | 7,44 | 18 / 315 |
| Politiche 1968 | Camera         | 1.850.650 | 5,82 | 31 / 630 |
| Politiche 1968 | Senato         | 1.943.795 | 6,79 | 16 / 315 |
| Politiche 1972 | Camera         | 1.300.439 | 3,89 | 20 / 630 |
| Politiche 1972 | Senato         | 1.319.175 | 4,38 | 8 / 315  |
| Politiche 1976 | Camera         | 480.122   | 1,31 | 5 / 630  |
| Politiche 1976 | Senato         | 438.265   | 1,39 | 2 / 315  |
| Politiche 1979 | Camera         | 712.646   | 1,94 | 9 / 630  |
| Politiche 1979 | Senato         | 691.718   | 2,21 | 2 / 315  |
| Europee 1979 | Europee 1979   | 1.271.159 | 3,63 | 3 / 81   |
| Politiche 1983 | Camera         | 1.066.980 | 2,89 | 16 / 630 |
| Politiche 1983 | Senato         | 834.771   | 2,69 | 6 / 315  |
| Europee 1984 c | Europee 1984 c | 2.140.501 | 6,09 | 3 / 81   |
| Politiche 1987 | Camera         | 809.946   | 2,10 | 11 / 630 |
| Politiche 1987 | Senato         | 700.330   | 2,16 | 3 / 315  |
| Europee 1989 d | Europee 1989 d | 1.532.388 | 4,40 | 0 / 81   |
| Politiche 1992 | Camera         | 1.121.264 | 2,86 | 17 / 630 |
| Politiche 1992 | Senato         | 939.159   | 2,82 | 4 / 315  |
| z Risultato delle due liste che utilizzarono il simbolo del partito. Molti liberali furono però eletti con la Lista Nazionale a Tra i 41 seggi dell'Unione Democratica Nazionale b Tra i 19 e i 7 seggi del Blocco Nazionale, più due candidati indipendenti c Con PRI (totale seggi: 5, di cui 3 PLI) d Con PRI e Federalisti (seggi PLI: nessuno) |                |           |      |          |

## Simboli storici

1922–1926
1944-1949
1949-1979
1979-1994